# Mattone silico-calcareo

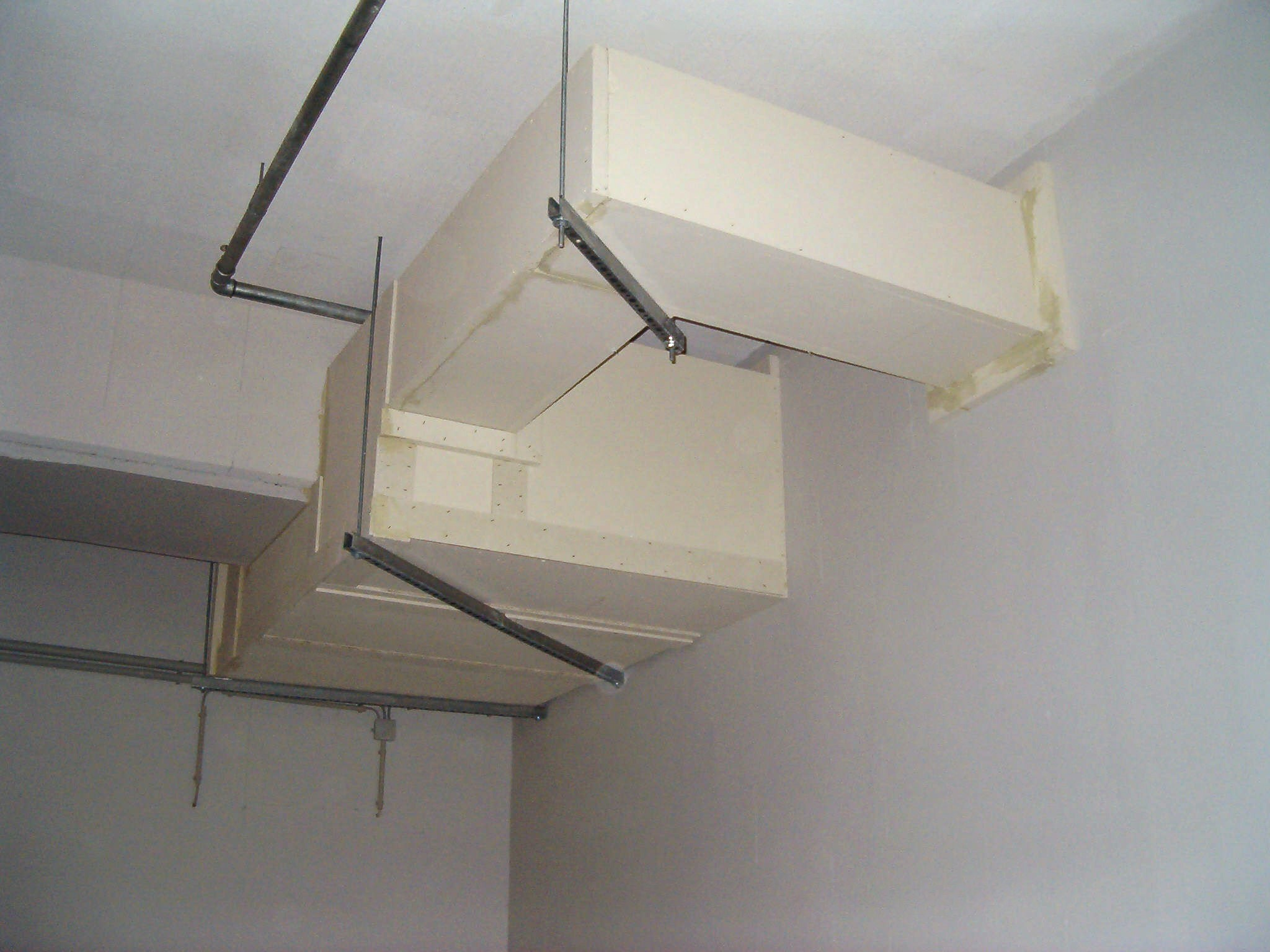
Esempio di posa in opera di lastre silico-calcaree per la protezione passiva dei cavi elettrici dagli incendi.

I mattoni silico-calcarei sono composti da calce viva in polvere e sabbia di quarzo, con l'aggiunta di selce o altra roccia silicea frantumata e di eventuali minerali coloranti. Con la stessa formulazione si producono delle lastre per usi edilizi. 
Vengono preparati tramite miscelazione dei materiali componenti per essere poi introdotti in un reattore chimico, in cui la calce viva viene completamente idratata, con trasformazione in calce idrata (calce spenta). Quindi la miscela viene miscelata e pressata in stampi per modellarla in mattoni. Per accelerarne l'indurimento chimico, i mattoni vengono posti  per due o tre ore in autoclave, a pressione di vapore.
Il processo di stagionatura avviene in camere sigillate sotto pressione per non permetterne la deformazione e ottenere un prodotto preciso nelle forme e dimensioni. 
Il colore è generalmente bianco, ma, con l'aggiunta di opportuni minerali coloranti, è possibile raggiungere varie tonalità pastello.

## Caratteristiche
I mattoni finiti presentano le seguenti caratteristiche:

### Pregi
- buona resistenza alla compressione
- ottima precisione dimensionale. Gli spigoli particolarmente affilati richiedono però l'adozione di opportune cautele nel maneggiarli al fine di evitare danni fisici agli addetti alla manipolazione e alla posa, sia per evitare danni estetici agli stessi mattoni.
- buon fonoisolamento aereo
- ottima resistenza al fuoco, che ne rende addirittura possibile l'utilizzo per la protezione passiva dagli incendi

### Difetti
- scarsa capacità di isolamento termico, che ne impone la coibentazione qualora li si utilizzi su pareti perimetrali
- scarsa resistenza all'acqua e comunque alla forte umidità che ne può richiedere, secondo la destinazione, come nel caso paramenti e facciate esterne in muratura a vista, il trattamento superficiale con pitture a base di resine siliconiche, di opportuna colorazione, che ne conservino l'aspetto esteriore di muratura a vista, e ne garantiscano l'idrorepellenza tutelandone, al tempo stesso, la permeabilità al vapore.